# Nerses I Wielki
Nerses Wielki (zm. 373) – arcybiskup Armenii w latach 353–373. Święty Apostolskiego Kościoła Ormiańskiego i Kościoła katolickiego, wspominany 3 lipca.

## Życiorys
Pochodził z rodu Grzegorza Oświeciciela, w obrębie którego w IV–V w. dziedziczony był urząd arcybiskupa (katolikosa) Armenii. Był wnukiem katolikosa Husika; urząd objął w 353.
Przeprowadził wewnętrzne reformy Kościoła i udoskonalił jego organizację. Czynił szczególne starania na rzecz wyeliminowania z Armenii dawnych kultów i praktyk religijnych perskich, używania amuletów, wywoływania duchów, samookaleczeń podczas uroczystości pogrzebowych, jak również poligamii i małżeństw z bliskimi krewnymi. Praktyki niechrześcijańskie dotyczyły nawet najwyższych warstw społecznych. W 365 Nerses zwołał synod Kościoła Armenii w Asztiszacie, który oficjalnie zabronił kultywowania niechrześcijańskich zwyczajów. Równocześnie powołano na nim sieć prowadzonych przez Kościół szpitali, przytułków i leprozoriów. Nerses starał się również przekonać ormiańską arystokrację do złagodzenia ucisku chłopów, jednak jego propozycje, chociaż uchwalone na synodzie, spotykały się z niechęcią i były wdrażane z trudnościami. Synod zdecydował również o tworzeniu w Armenii klasztorów cenobitycznych.
Nerses dbał również o rozwój kościelnego szkolnictwa, tworząc placówki oświatowe, w których nauczano grecki i języka syryjskiego. Wzorem dla nich były szkoły syryjskie. Szkoły te powstawały najczęściej przy klasztorach, ale dostępne były nie tylko dla duchowieństwa. Na mnichów natomiast Nerses nałożył obowiązek nauki czytania i pisania.
Brał udział w sporach teologicznych o naturę Chrystusa – kontrowersji ariańskiej. Wbrew żądaniom cesarza Walensa, arianina, opowiadał się za nauczaniem soboru nicejskiego I. Ponieważ ormiańscy królowie byli rzymskimi wasalami, również oni domagali się od biskupów ormiańskich przyjęcia arianizmu. Nieugięte stanowisko Nersesa według tradycji doprowadziło najpierw do jego uwięzienia na rozkaz Walensa, a następnie do jego zamordowania. Katolikos znalazł się w konflikcie z królem Armenii Papem również z powodu jego dążenia do ograniczenia pozycji Kościoła w państwie. Pap nakazał m.in. zamknięcie części klasztorów, z których mnichów wcielono do armii, a mniszki zmuszono do powrotu do świeckiego życia. Ograniczył także rozmiary nadań ziemskich, jakie mógł otrzymywać Kościół. Według Mirosławy Zakrzewskiej-Dubasowej Pap nakazał ostatecznie zgładzić samego Nersesa; został on otruty podczas uczty na królewskim dworze. Według Davida Marshalla Langa oskarżenie Papa o zamordowanie katolikosa jest zarzutem fałszywym, spreparowanym przez wrogich mu mnichów-kronikarzy.
Ojciec katolikosa Sahaka Wielkiego.